# زنبق افغانی
زنبق افغانی (نام علمی: Iris afghanica) نام یک گونه از سرده زنبق است.